# FIFA 23
FIFA 23 je fudbalska video igra koju izdaje EA Sports. To je 30. izdanje u FIFA seriji koju je razvio EA Sports, poslednji deo u FIFA serijalu i objavljen širom sveta 30. septembra 2022. za Nintendo Switch, PlayStation 4, PlayStation 5, Windows, Xbox One i Xbox Series.
Kylian Mbappe i Sem Ker su sportisti na naslovnicama za standardno i zastarelo izdanje.
Svrstana u Ginisovu knjigu rekorda kao najprodavanija franšiza sportskih video igara na svetu, igra je poslednja u okviru 29-godišnjeg partnerstva između EA i FIFA. Buduće fudbalske igre EA se nazivaju EA Sports FC.

## Modovi
- Single-player

- Multiplayer

FIFA 23 sadrži tri nove ikone u svojoj kolekciji ICON sa dodatkom Gerd Muller, Xabi Alonso i Jairzinho. Sa novim dodatkom ove tri, 8 od prethodno dodatih ikona nedostaje na listi ikona koju je objavio EA Sports.

## Licence
FIFA 23 sadrži preko 30 licenciranih liga, preko 100 licenciranih stadiona, preko 700 klubova i više od 19.000 igrača. Roma, Atalanta, Lacio i Napoli nisu predstavljeni u FIFA 23 zbog svojih ugovora o ekskluzivnosti sa rivalskom igrom eFootball, već su poznati kao Roma FC, Bergamo Calcio, Latium i FC Napoli.
U igri više nema timova iz J1 lige, jer se šestogodišnje partnerstvo EA i J.League se bliži kraju.

## Ženske lige
Ovaj unos ženskih liga u seriji FIFA video igara je prvi koji predstavlja ženski klupski fudbal. Engleska FA ženska Super liga i francuska Divizija 1 Feminine su uključene pri pokretanju, a planirano je da se kasnije doda još ženskih fudbalskih liga.

## Zvuk
Pored glavnog zvučnog zapisa igre, 40 od 100 popularnih numera iz prethodnih FIFA naslova — zajednički poznatih kao „Ultimate FIFA Soundtrack“ — dodato je igri u novembru 2022.

## EA Sports FC
EA Sports FC zakazan za sledeću godinu. Game Informer je pohvalio naslov, navodeći da je „blistav, zabavan za igranje i ima mnogo modova“, ali je kritikovao njegovu sličnost sa prethodnim serijama.
U igri se nalazi izmišljeni klub AFC Ričmond i njihov stadion Nelson Roud iz Apple TV+ serije Ted Laso.